# Băltăgești, Constanța
Băltăgești este un sat în comuna Crucea din județul Constanța, Dobrogea, România. Se află în Podișul Casimcei. La recensământul din 2002, satul avea o populație de 510 locuitori.